# Alphanucleorhabdovirus
Genre
Espèces de rang inférieur
- espèce-type : Potato yellow dwarf alphanucleorhabdovirus

Alphanucleorhabdovirus est un genre de virus de la famille des Rhabdoviridae qui comprend neuf espèces acceptées par l'ICTV, dont l'espèce-type, Potato yellow dwarf alphanucleorhabdovirus. Ce sont des virus à ARN à simple brin à polarité négative, classés dans le groupe V de la classification Baltimore. 
Ce genre est issu de la scission opérée en 2019 de l'ancien genre Nucleorhabdovirus en trois nouveaux genres : Alphanucleorhabdovirus, Betanucleorhabdovirus et Gammanucleorhabdovirus. Les dix espèces rattachées à l'ancien genre sont réparties à raison de six dans le genre Alphanucleorhabdovirus, trois dans le genre Betanucleorhabdovirus, et une dans le genre Gammanucleorhabdovirus. En outre six espèces non classées de la famille des Rhabdoviridae sont affectées aux deux premiers genres (trois dans chaque genre). Cette scission est justifiée par le fait que des analyses phylogénétiques ont montré que le genre Nucléorhabdovirus ne constituait  pas un clade monophylétique.
Ces virus infectent des plantes (phytovirus) mono- et dicotylédones, et également certaines espèces d'insectes. Ils se répliquent dans le noyau des cellules infectées tant chez les plantes que chez les insectes.

## Structure
Les virions sont des particules enveloppées, bacilliformes, de 130 à 300 nm de long et de 45 à 100 nm de diamètre.
Le génome est constitué d'une molécule d'ARN à simple brin de sens négatif, linéaire, d'une taille de 11 à 15 kb. Cet ARN code cinq à six protéines.

## Transmission
Les virus du genre Alphanucleorhabdovirus infectant les plantes sont transmis par des insectes-vecteurs de l'ordre des Hémiptères : des pucerons (RYSV, EMDV, PYDV), des fulgores (MMV, MIMV) ou des cicadelles.
Certains virus sont également transmis lors de la multiplication végétative, et certains peuvent également être transmis par inoculation mécanique de la sève infectée. Ces virus se répliquent toujours aussi bien dans les cellules de l'insecte-vecteur ainsi que chez la plante-hôte.

## Liste d'espèces
Selon NCBI (9 février 2021) :
- Eggplant mottled dwarf alphanucleorhabdovirus (EMDV)
- Maize Iranian mosaic alphanucleorhabdovirus (MIMV)
- Maize mosaic alphanucleorhabdovirus (MMV)
- Morogoro maize-associated alphanucleorhabdovirus (MMaV)
- Physostegia chlorotic mottle alphanucleorhabdovirus (PhCMoV)
- Potato yellow dwarf alphanucleorhabdovirus (PYDV)
- Rice yellow stunt alphanucleorhabdovirus (RYSV)
- Taro vein chlorosis alphanucleorhabdovirus (TaVCV)
- Wheat yellow striate alphanucleorhabdovirus (WYSV)